# Edificio Restaura
El Edificio Restaura (antes Edificio Seguros L' Union y posteriormente Edificio Seguros AXA) es un inmueble residencial ubicado en el número 18 del Paseo de Recoletos de Madrid. Construido entre 1947 y 1952 a partir de un proyecto del arquitecto César de la Torre Trassierra y Fernández-Duro. Inicialmente iba a seguir un proyecto de Luis Gutiérrez Soto pero fue descartado. La apariencia del edificio, construido en esquina con la Calle de Villanueva, recuerda al Edificio de la Sociedad Anónima Española de la Dinamita, obra de Manuel Ignacio Galíndez Zabala en el Paseo de la Castellana, 22. El solar antaño estaba ocupado por el palacio de don Ramón Calderón, también conocido como palacio de Don José Campo, construido hacia 1860, que fue demolido para acoger este edificio.
Recibe el nombre actual a raíz de la empresa que lo remodeló integralmente entre 2003 y 2008. Tras una inversión de 18 millones de euros se cambió el uso comercial del edificio a residencial. La distribución del edificio se rediseñó completamente y bajo el patio de luces central con suelo vegetal se encuentra sótano de seis plantas que alberga un garaje robotizado con 101 plazas de aparcamiento. Contiene un total de 81 viviendas de uno a cuatro dormitorios. Las obras han sido dirigidas por Gabriel Allende, y en la edición de 2009 de los Premios del Salón Inmobiliario de Madrid obtuvo un áccesit a la «Mejor actuación Inmobiliaria de Rehabilitación o Remodelación».